# Hostiebakkerij St. Michael
Hostiebakkerij St. Michael werd in 1844 opgericht door de zusters van het Instituut voor Doven te Sint-Michielsgestel. Medewerkers en leerlingen van het instituut waren werkzaam in zowel de bakkerijen als in de verpakking van hosties. Op deze manier werden zowel extra inkomsten gegenereerd voor het instituut alswel maken de doven en slechthorenden kennis met de arbeidsmarkt. De hosties werden geproduceerd voor kerken in Nederland, USA, Groot-Brittannië en Suriname en missionarissen elders in de wereld. De laaltste locatie van de hostiebakkerij was aan de Directeur Van Beekstraat op een steenworp afstand van de oude bakkerij.
De hostiebakkerij was een van de grotere hostiebakkerijen en maakte deel uit van Kentalis. Er worden per jaar ongeveer 70.000.000 hosties, ook gluten-vrij, geproduceerd.
Op 27 mei 2021 is hostiebakkerij St. Michael door Kentalis gesloten.De laatst overgebleven hostiebakkerij van Nederland is die van de Zusters Clarissen in Megen.